# Strongylognathus rehbinderi
Strongylognathus rehbinderi é uma espécie de insecto da família Formicidae.
É endémica de Georgia.